# Martin, South Dakota
Martin är administrativ huvudort i Bennett County i South Dakota. Orten har fått sitt namn efter politikern Eben Martin.